# Johann von Fürstenberg (Abt)
Johann von Fürstenberg († 1549) war von 1516 bis 1549 Abt der Abtei Siegburg.

## Leben
Er stammte aus dem westfälischen Adelsgeschlecht von Fürstenberg und war ein Sohn des Wennemar von Fürstenberg (1417–1484) und dessen Gemahlin Karda von Galen zu Herten (1435–1516). Sein Bruder Hermann war Domherr in Münster, sein Neffe Friedrich (1510–1567) kurkölnischer Rat und Drost.
Er erscheint in einer Familienurkunde zu einem Familienvergleich erstmals im Jahr 1504. Bereits damals gehörte er dem geistlichen Stand an. Er war Benediktiner und bekleidete im Kloster Siegburg unter anderem das Amt eines Kellners. Im Jahr 1516 wurde er dort zum Abt gewählt und legte gegenüber dem Erzbischof und Kurfürsten Hermann von Hessen kurze Zeit später seinen Treueid ab.
Zu seiner Zeit als Abt bestätigte Karl V. die bisherigen Privilegien. Darunter war auch das Privileg, dass das Kloster vor Anklagen vor Femegerichten oder dem kaiserlichen Land- und Hofgericht schützte. Er verkaufte 1517 an das Kloster Büdingen einige Zehnten und andere Abgaben. Im Jahr 1528 herrschte die Pest und eine Hungersnot in Stadt und Kloster. Er gestattete 1546 der Stadt Siegburg auf 25 Jahre eine Akzise zu erheben. Von Herzog Wilhelm von Jülich, Kleve und Berg erhielt er für zwölf Jahre den Mühlenzwang über einige Dörfer zugesprochen. Ihm gelang es die Vogtei über das Kloster zu erlangen. Danach setzten sich die Versuche der bergischen Herzöge nicht fort, Kloster und Stadt unter ihre Herrschaft zu bringen. Im Jahr 1546 verzichtete er ausdrücklich auf das ihm zustehende Familienerbe. Er ließ eine Kapelle in der Abtei errichten, die später beim Neubau der Klosterkirche verschwand.